# 王偉 (南北朝)
王 偉（おう い、? - 大宝3年5月18日（552年6月25日））は、侯景の謀臣。本貫は陳留郡。あるいは祖先は略陽郡の人であるという。

## 経歴
北魏の許昌県令の王略の子として生まれた。若くして才能と学問があり、侯景の発給する文書の制作を統轄した。侯景の下で行台左丞に任じられた。東魏の高歓の病が重くなり、高澄が高歓の信書をでっちあげて侯景を召し出そうとしたとき、王偉は高澄の害意を見抜いて、侯景に赴かないよう進言した。
太清元年（547年）2月、侯景は南朝梁に降伏した。この年の8月から南朝梁の武帝は蕭淵明を都督として東魏に対する北伐の軍を起こしたが、11月に蕭淵明は敗れて東魏に捕らえられた。12月、王偉は侯景の命により武帝のもとに使者として訪れ、元氏の子弟を魏主として立てて、侯景の北伐を助けるよう願い出た。武帝はこれを許可し、元貞を派遣して魏帝を称させた。
太清2年（548年）8月、南朝梁に対する反乱（侯景の乱）を起こす。王偉は侯景に南朝梁の都の建康に直ちに進軍するよう進言し、侯景は王偉の立てた戦略に従った。また朱异や徐驎ら姦臣を除くことを大義名分とするよう勧めた。12月、侯景は南朝梁の援軍に包囲され、糧道を絶たれて兵が飢えに苦しんだ。侯景は王偉の献策に従って、任約を城北に派遣して講和の交渉をさせた。武帝が和約を受け入れたため、王偉が建康に入城して盟を交わした。しかし侯景は建康の包囲を続けて、和約を反故にした。
太清3年（549年）3月、建康が陥落すると、王偉は侯景の命を受けて武徳殿を守った。王偉が入朝して武帝の謁見を受けたところ、侯景を呼ぶように武帝に求められた。これによって武帝と侯景の対面が実現した。11月、王偉は儀同三司の位を受けた。
大宝元年（550年）7月、王偉は中書監となった。
大宝2年（551年）1月、王偉は尚書左僕射となった。8月、王偉は侯景に廃立を勧めたものの、簒奪には反対し、簡文帝を廃位して、豫章王蕭棟を擁立させた。同年（天正元年）10月、王偉は簡文帝に酒肴を勧めて酔い潰し、簡文帝の身体の上に大量の土嚢を積んで圧死させた。同年（太始元年）11月、蕭棟が廃位され、侯景が自ら皇帝に即位すると、王偉は侯景の祖先を祀る七廟を立てるよう上奏した。
太始2年（552年）3月、王僧弁が建康を攻撃すると、王偉は索超世や呂季略らとともに台城を守った。侯景が建康を放棄しようとしたため、王偉は強くこれを諫めたが、侯景は聞き入れず、王偉に台城を任せて逃走した。王偉は侯子鑑とともに逃走したが、途中ではぐれて草中に隠れていたところ、直瀆戍主の黄公喜に捕らえられ、王僧弁のもとに送られた。王偉は江陵に連行されると、獄中から湘東王蕭繹に詩を贈った。蕭繹は王偉の才能を捨てがたく思った。朝士の多くは王偉を憎んでいたため、王偉の反乱の檄文の文章に素晴らしい句があると蕭繹に耳打ちした。そこで蕭繹がその文章を見たところ、「湘東一目」（湘東王は目が一つしか無いから、何もできない）という部分があった。片眼が不自由な蕭繹は激怒し、5月に王偉は江陵の市で斬られた。このとき王偉の舌は柱に釘づけにされ、その腸は引きずり出されたが、王偉は平然とした顔をしていた。王偉は生きながら身体を切り刻まれ、骨となるまで刑は執行された。